# 2013年11月逝世人物列表
2013年逝世人物列表：1月 - 2月 - 3月 - 4月 - 5月 - 6月 - 7月 - 8月 - 9月 - 10月 - 11月 - 12月
2013年11月逝世人物列表，是用于汇总2013年11月期间逝世人物的列表。

## 依日期排序

### 1日
- 約翰·麥考利斯德（John Y. McCollister）92歲，美國政治家，在1971年至1977年期間擔任內布拉斯加州的美國眾議院議員，因為癌症病逝[1]。
- 哈基穆拉·馬哈蘇德（英語：Hakimullah Mehsud），34歲，巴基斯坦塔利班領導人，因為美國無人航空載具空襲而喪生[2][3][4]。
- 保羅·丹尼斯·雷德（Paul Dennis Reid），55歲，美國殺人犯[5]。
- 皮特·芮特維（Piet Rietveld），61歲，荷蘭經濟學家[6]。
- 巴比·帕克（Bobby Parker），76歲，美國藍調音樂家[7]。
- 何忌，97歲，中國政治人物，廣西壯族自治區黨委原秘書長、廣西國際信托投資公司原董事長、享受自治區政府副主席級醫療待遇的正廳級離休干部。病逝。 [8]

### 2日
- 傑克·亞歷山大（Jack Alexander），78歲，蘇格蘭藝人，組合亞歷山大兄弟成員，死於中風。[9]
- 華特·貝拉米（Walter Jones Bellamy），74歲，美國職業籃球運動員，美國奈史密斯籃球名人紀念堂籃球選手以及1960年夏季奧林匹克運動會金牌得主[10]。
- 瓦斯科·朱塞佩·貝爾泰利（義大利語：Vasco Giuseppe Bertelli），89歲，義大利天主教會主教，曾在1985年至2000年期間擔任沃爾泰拉教區（拉丁語：Dioecesis Volaterrana）主教。[11]。
- 小松原三夫（小松原 三夫），95歲，前日本職業高爾夫球選手、同時也是著名高爾夫球訓練人員[12]。
- 王珠慶，82歲，中華民國立法院院長王金平的胞兄。死於肺腺癌。[13]
- 克勞德·維隆（Claude Verlon）55歲、吉斯蘭娜·杜邦（Ghislaine Dupont）51歲，法國國際廣播電台記者，在馬利共和國遭綁架後槍殺身亡。[14][15]
- 瑪莉·伊莉莎白·威爾（Mary Elizabeth Will），113歲，美國女人瑞。[16]
- 宋均，99歲，中國政治人物，吉林省長春市人大常委會原副主任（離休干部，享受副省長級醫療待遇）。病逝。 [17]

### 3日
- 方順生，72歲，聯合國前任中文傳譯科科長，香港政務司司長陳方安生胞弟及書畫家方召麐的兒子，跳樓身亡。[18]

### 4日
- 劉新園，76歲，中國古陶瓷專家，1989年至2011年任景德鎮陶瓷考古研究所所長。[19]
- 畢遠達，86歲，廣西壯族自治區公安廳原副廳長兼邊防局局長、離休干部。病逝。 [20]
- 趙定遠，93歲，原中共洛陽地委副書記、行署專員。病逝。 [21]
- 王克，95歲，原廣西壯族自治區農業區劃委員會副主任、享受自治區政府副主席級醫療待遇的正廳級離休干部。病逝。 [22]

### 5日
- 李開，96歲，中國人民解放軍軍人，正軍職離休干部、總后原軍械部副部長。病逝。[23]

### 6日
- 阿比盖尔·A·萨利尔斯，70歲，美国微生物学家

### 7日
- 唐文，60歲，香港前任總裁判官，病逝。[24]
- 曼佛雷德·隆美爾（Manfred Rommel），85歲，德國政治人物，前斯圖加特市市長，德國二次大戰著名將領埃爾溫·隆美爾的獨子，病逝。 [25]

### 8日
- 島倉千代子，75歲，日本老牌女歌手，連續30年在NHK紅白歌合戰登場，1999年獲得紫綬勛章，死於肝癌。[26]
- 肖元，89歲，中國政治人物，前天津市政協副主席，前天津市委常務委員，病逝。[27]
- 沈春新，90歲，中國公務員，吉林省委財經辦（省委農辦）原處長（離休享受副廳級待遇）。病逝。 [28]

### 9日
- 林青，93歲，中國人民解放軍軍人，副兵團職離休干部、原福州軍區空軍副政治委員。病逝。 [29]

### 10日
- 拉赫玛-阿巴迪（Safdar Rahmat Abadi），伊朗政治人物，工业部副部长，遭槍殺身亡。[30][31]
- 瑪麗塔·卡派茲（義大利語：Marietta Capizzi），112歲，義大利女人瑞。[16]
- 陳承忠，26歲，香港人，香港跆拳道剛勁會總館長，國際跆拳道聯盟(ITF)香港地區總部顧問兼香港代表隊教練及領隊陳國強之兒子，吊頸自殺身亡。[32]
- 羅特，70歲，中國公務員，湖南省人民防空辦公室原巡視員。病逝。 [33]

### 11日
- 約翰·巴恩希爾（John Anthony Barnhill），75歲，前美國NBA籃球運動員，病逝。[34]

### 12日
- 约翰·塔文纳爵士（英語：Sir John Tavener)，69岁，英国作曲家，以宗教精神深厚的合唱作品著称。疑似马凡氏综合征而逝世。[35]
- 亚历山大·谢列布罗夫（俄語：Алекса́ндр Алекса́ндрович Серебро́в），70岁，俄罗斯著名宇航员，他曾参加过4次宇宙飞行任务，在宇宙中总计度过了372个昼夜，曾10次进行太空行走。于莫斯科的家中突然猝死。[36]
- 王檢忠，60歲，中國大陸企業家，湖南湘潭市恒盾集團有限公司董事長。在湘潭市政府跳樓身亡。[37]
- 趙師文，93歲，中國政治人物，原天津市國家安全局黨組書記、局長。病逝。 [38]
- 胡乃人，79歲，中國大陸企業家，原中國石油天然氣勘探開發公司總工程師。病逝。 [39]
- 全生祥，90歲，中國人民解放軍軍人，四川省綿陽軍分區干休所正師職離休干部。病逝。 [40]

### 13日
- 葛蕾斯·瓊斯（Grace Jones），113歲，英國人瑞。[16]
- 張克，83歲，中國政治人物，廣東省文聯副廳級離休干部、原中國戲劇家協會廣東分會黨組副書記。病逝。 [41]

### 14日
- 姚細坤，94歲，中國人民解放軍軍人及政治人物，老紅軍、原广东省廣州市郵政局黨委書記。病逝。 [42]

### 15日
- 格拉夫科斯·克萊里季斯（希臘語：Γλαύκος Ιωάννου Κληρίδης），94歲，賽普勒斯共和國政治人物，第4任總統。病逝。[43]
- 董實豐，98歲，中國人民解放軍肝人，老紅軍、原中共陝西省顧問委員會常委。病逝。[44]
- 姚遠，59歲，中國政治人物，甘肅省公安廳黨委副書記、常務副廳長(正廳級)。病逝。[45]
- 陶嘉舟，90歲，中国著名作曲家，国家一级作曲家。病逝。[46]
- 朱臨，93歲，中國工程師，原北京市公共交通總公司總工程師。病逝。[47]

### 16日
- 坂東三津之助，本名山田高義，51歲，日本著名歌舞伎演員，死於肝功能不全。[48]
- 於詩俊，84歲，中國公務員，浙江省衛生廳離休干部於詩俊同志（享受廳局級待遇）。病逝。[49]

### 17日
- 多麗絲·萊辛（英語：Doris Lessing)，94歲，英國女作家，2007年諾貝爾文學獎得主。[50]
- 韃靼斯坦航空363號班機空難[51]：
  - 易雷科·米尼克漢諾夫（Irek Minnikhanov），韃靼斯坦共和國總統魯斯丹·米尼克漢諾夫的兒子。
  - 亞歷山大·安托諾夫（Aleksandr Antonov），俄羅斯聯邦安全局駐韃靼地區辦公室的首長。
- 徐洪森，81歲，中國政治人物，西藏自治區政協原副主席兼秘書長, 前全國人大副委員長第十世班禪大師的秘書、翻譯。病逝。[52]
- 劉堅，101歲，中國教師，廣州市真光中學原校長、按省長級標准報銷醫療費待遇的老紅軍。病逝。 [53]
- 馮秉序，92歲，中國記者，原中国福利会儿童时代社社长、总编辑（享局级）。病逝。[54]
- 李紹卿，90歲，中國公務員，吉林省省直企業離休干部管理服務中心離休干部（享受副廳級待遇）。病逝。[55]

### 18日
- 鄭光，97歲，中國醫生，寧波市第二醫院原副院長、副書記，離休干部鄭光同志（原行政15級，享受縣處級政治生活待遇）。病逝。[56]
- 卡特賴特（英語：Peter Cartwright），78歲，英國演員，曾於《哈利波特：鳳凰會的密令》中，飾演艾飛道奇（Elphias Doge）一角。[57]

### 19日
- 王曉東，51歲，中國政治人物，北京廣播電視臺黨委副書記、臺長兼北京電視臺黨委書記、臺長，死於肝癌。[58]
- 黛安娜·迪士尼·米勒（Diane Disney Miller），79歲，美國慈善家，巳故華特迪士尼公司創辦人華特迪士尼的長女，加州家中跌倒引起併發症而死。[59][60]
- 弗雷德里克·桑格（Frederick Sanger），95岁，英国生物化学家，1958年及1980年诺贝尔化学奖获得者。是迄今第四位两度获得诺贝尔奖，以及唯一获得两次化学奖的人。在剑桥一家医院熟睡中去世。[61][62]
- 王承绪，102岁，中国教育学家。2010年获中国高等教育学会“高等教育科学研究特殊贡献奖”。浙江省政協原副主席。浙江大學教授。年老逝世。[63]。
- 秦朝亨，99歲，中國公務員，西南大學離休干部。病逝。 [64]
- 嚴少陵，99歲，中國政治人物，離休干部，原安徽省廣播事業局副局長。病逝。[65]

### 20日
- 蘇菲亞·布朗（Sylvia Browne），77歲，美国作家。病逝。[66]
- 夏君璐，85歲，台灣作家殷海光遺孀。[67]
- 夏啟榮，65歲，中國記者，曾任新疆日報編輯，重慶日報報業集團退休干部。病逝。 [68]
- 王雪杰，86歲，中國公務員，原江西省南昌市二輕局調研員、離休干部（享受副地級政治生活待遇）。病逝。 [69]

### 21日
- 沃恩·米克尔森（Verner Mikkelsen），85歲，前美国NBA联盟的篮球运动员。病逝。[70]
- 井村淳，81歲，日本木偶劇大師。死於敗血症。[71]
- 陈起贤，90歲，中國教師，海南省道德模、海口市退休教师。病逝。[72]
- 陳雲亭，88歲，中國政治人物，中共安徽省委黨校原副校長、校委委員。病逝。 [73]
- 陳孝甫，93歲，中國政治人物，上海重型機器廠有限公司離休干部（原上海造紙機械廠廠長、享受局級待遇）。病逝。 [74]
- 張洪業，90歲，中國政治人物，原浙江省麗水地區計劃委員會副主任、離休干部（享受廳局級待遇）。病逝。 [75]

### 22日
- 羅啟雄，48歲，資深香港電視人，香港亞洲電視編導，病逝。[76]
- 周喜軍，48歲，盜車殺嬰案主犯，被長春市中級人民法院執行死刑。[77]
- 湛保庶（John Chambers），81歲，英國殖民地官員，香港衛生福利司（1984年－1988年）、醫院管理局秘書長（1990年－1993年），曾任立法局官守議員。[78]
- 錢宛正，96歲，中國人民銀行原南昌市分行黨組副書記、副行長（享受副部長級醫療待遇）。病逝。 [79]

### 23日
- 焦德秀,97歲,原中共湖北省委常委、省委宣傳部部長，省六屆人大常委會副主任。病逝。 [80]
- 肖慶南，88歲, 原貴州省標准計量局黨組成員、副局長,離休后享受正廳級待遇。病逝。 [81]

### 24日
- 方保琇，52歲，藝名「大目仔」，台灣女演員、節目主持人，死於肝癌。[82]
- 洛伦索·科尔曼，38歲，美国职业篮球运动员。[83]

### 25日
- 比爾·福爾克斯（Bill Foulkes），81歲，著名的英國曼徹斯特聯足球俱樂部運動員。死於阿兹海默症。[84]
- 堤清二，日本企業家，“Saison集團”創始人、Saison文化財團理事長、死於肝功能衰竭。[85]
- 蔡命新（韓語：채명신），86歲，韓國著名陸軍將領、外交官，死於膽囊癌。[86]
- 來宮良子，本名櫻井良子，82歲，日本配音員，死於多重器官衰竭。[87]
- 劉懷廉，62歲，中國政治人物，河南省委原常委、省委統戰部原部長，省十一屆人大常委會副主任、黨組副書記。病逝。 [88]
- 李金亮，87歲，中國公務員，原中國兵工物資西南有限公司離休干部。病逝。 [89]
- 管學思，93歲，中國政治人物，四川省人民政府原副省長、顧問（中央批准享受省長級醫療待遇）。病逝。 [90]
- 艾天白，99歲，中國公務員，江蘇省委老干部局離休干部。病逝。 [91]
- 張洪業，90歲，中國公務員，離休干部，原中冶馬鞍山鋼鐵設計研究總院副院長（享受廳級待遇）。病逝。 [92]
- 章庚聖，83歲，中國政治人物，湖北省委原副秘書長、省委政研室原主任、原湖北省委辦公廳顧問。病逝。 [93]
- 趙繼盛，87歲，中國政治人物，原浙江省嘉興市商業局離休干部趙繼盛同志（享受廳局級待遇），病逝。 [94]

### 26日
- 楊捷，97歲，中國政治人物，原江西省南昌市長江機械廠黨委書記、廠長，安徽省合肥江淮儀表廠黨委書記（正廳級待遇）。病逝。[95]
- 李金安，93歲，中國政治人物，原安徽省蕪湖市鏡湖區人大常委會副主任。病逝。[96]
- 刘锜，75歲，中国人民解放军軍事指揮員、天津警備區原顧問。病逝。[97]

### 27日
- 馮毅君，47歲，中國新疆和田縣公安局黨委委員、副局長。過度勞累致心源性猝死。[98]
- 曲振侔，83歲，中國人民解放軍南京軍區原副司令員兼海軍東海艦隊原司令員。病逝。[99]
- 邱剛健，74歲，香港電影編劇。病逝。
- 徐文達，85歲，原中共重慶市委黨校離休干部。病逝。 [100]
- 王相宏，曾用名：王新民, 88歲, 原廣西壯族自治區打擊經濟領域嚴重犯罪活動辦公室副主任（副廳級）、離休干部。病逝。 [101]
- 尼顿·山度士，88岁，巴西足球运动员。

### 28日
- 丹尼·韋爾斯，原名傑克·魏特曼，72歲，加拿大演員，曾在美國知名電視節目《超級馬里奧兄弟超級秀》中飾演馬里奧雙胞胎弟弟路易吉。病逝。[102]
- 曹右元，82歲，中國政治人物，原辽宁省政府參事、省交通廳副廳長、無黨派愛國人士。病逝。 [103]
- 石增賀，87歲，中國政治人物，吉林省衛生廳計財處原處長（離休干部，享受副廳級待遇）。病逝。 [104]

### 29日
- 彼得·卡普兰（Peter Kaplan），59歲，美國編輯，前《纽约观察家》资深编辑，死於癌症。[105]
- 程容，97歲, 中國公務員，中國人民銀行原四川省分行黨組書記（副部長級待遇）。病逝。 [106]
- 田雲義，86歲，中國公務員，內蒙古自治區總工會原生活保險部督導員，享受廳局級待遇離休干部。病逝。 [107]
- 宋鋒，93歲，中國政治人物，吉林省四平市人大常委會原副主任。病逝。[108]

### 30日
- 保羅·沃克（Paul Walker），40歲，美國演員和前時裝模特兒，代表作《玩命關頭系列》（The Fast and the Furious）。於加利福尼亞州南部發生車禍去世。[109]
- 吳雲龍，86歲，中國政治人物，原廣西壯族自治區石油化學工業廳調研員（副廳級）、離休干部。病逝。 [110]
- 彭正謨，94歲，中國人民解放軍軍人，離休干部、空軍司令部原顧問（正軍職待遇）。病逝。[111]
- 卞趙如蘭（Rulan Chao Pian），92岁，中華民國中央研究院第十八屆(人文及社會科學組)院士[112]